# Monoszlói-medence
A Monoszlói-medence a Balaton-felvidék középső részére jellemző, kis területű – rendszerint csak néhány település közigazgatási területét magukban foglaló – medencék egyike. Szokták a Káli-medence legkeletibb mellékmedencéjének is tekinteni.

## Földtana
Míg a Balaton-felvidék keleti, Balatonalmádi és Balatonfüred közötti szakaszára az jellemző, hogy a Balaton-parti települések felől a parti hegyekre felkapaszkodva rögtön a Veszprémi-fennsíkra juthatunk fel, az ott megjelenő hegyek valójában a fennsíkperem felmagasodásai és a partközeli "riviéra"-zóna mögött szinte egyáltalán nincsenek kísérő települések, addig a Balatonfüred és Balatonszepezd közti szakaszon egyre több, kisebb-nagyobb medence jelenik meg a parti hegysor és a Veszprém-nagyvázsonyi-fennsík között, és ezekben a medencékben kicsiny, a Balatonhoz többé-kevésbé kötődő, de attól több kilométeres távolságban fekvő falvak terülnek el. Ezeket a medencéket egymástól is elválasztják kisebb-nagyobb kiemelkedések, melyek főtömegeit kemény kőzetrétegek alkotják, míg a medencékre a puha, könnyen lepusztuló márgarétegek előfordulása jellemző.
Balatonfüred térségétől nyugat felé haladva öt ilyen kis medencét lehet geológiailag elkülöníteni: ezek közül a legkeletibb, a Kéki-völgy csak csekély alapterületű, majd nyugat felé haladva sorra következnek a Pécselyi-medence, a Dörgicsei-medence, a Csicsói-medence és utolsóként a Monoszlói-medence. A Kéki-völgyet leszámítva mind a négy medence lényegében 2~4 történelmi, illetve jelenkori település közigazgatási területeit foglalja magában, és általában kelet-nyugat irányú átjárás sem nagyon van közöttük, sőt, több itteni település zsákfalunak tekinthető. Kifejezetten jó példa e medencék környezetüktől való elzártságára a Monoszlói-medence, hiszen az itt található mindkét község, Monoszló és Balatonhenye valódi zsákfalu, kiépített közúton csak délről, Zánka irányából közelíthetők meg.

## Települések a medence területén
- Monoszló
- Balatonhenye